# 小行星25049
小行星25049（25049 Christofnorn）是一颗绕太阳运转的小行星，为主小行星带小行星。该小行星于1998年8月19日发现。

## 轨道参数
小行星25049的轨道半长轴为362 648 472 km，2.4241208 UA，离心率为0.119。